# 范文雅
范文雅（1985年11月4日—），於深圳出生；在澳洲成長，曾是無綫電視旗下經理人合約藝員。

## 簡歷
2010年她在澳洲蒙納士大學完成碩士文憑，之後曾在墨爾本任職銀行顧客服務主任。
2010年在澳洲墨爾本參加2010年度墨爾本華裔小姐競選，勇奪冠軍，並包攬了最上鏡小姐、慈善小姐 、網上最受歡迎佳麗和夏日清爽大使等四大獎項。2012年代表墨爾本赴香港參選國際中華小姐競選，成為最後十強。同年加入香港無線電視成為旗下經理人合約藝員。
2016年底，她還以旁聽生身份加入演藝進修班，2021年8月離開無綫。

## 節目主持（無綫電視）

### TVB (澳洲)
- 商業街
- 爬行動物之寵物情緣

### TVB
- TVB娛樂新聞台-娛樂新聞報道
- 新派煮意
- 3日2夜
- 六合彩
- 丙申年沙田龍舟競渡
- 街坊導賞團
- 搵食飯團

## 電視劇
| 首播         | 劇名               | 角色                                                                           |
| 無綫電視     |                    |                                                                                |
| 2015年       | 愛·回家 (第一輯)   | 樊文雅（第804集）                                                              |
| 2015年       | 愛·回家 (第二輯)   | Alison（第817集）                                                              |
| 2016年       | 愛情食物鏈         | Suki（第3集）                                                                  |
| 2016年       | 潮流教主           | Tinnie（第10-11集）                                                            |
| 2016年       | 愛·回家之八時入席  | Helen（第4集）、秘書（第162集）                                                |
| 2016年       | 純熟意外           | 主播（第3集）                                                                  |
| 2016年       | 一屋老友記         | 陶太                                                                           |
| 2016年       | 來自喵喵星的妳     | 女事主（第17集）                                                               |
| 2016年       | 律政強人           | 王美君                                                                         |
| 2017年       | 乘勝狙擊           | 司儀（第1集）                                                                  |
| 2017年       | 全職沒女           | 新娘（第1集）                                                                  |
| 2017年       | 溏心風暴3          | 凌乘風女友之一                                                                 |
| 2017年       | 老表，畢業喇！     | Giselle（第24-25集）                                                           |
| 2017年       | 降魔的             | 乘客（第5集）                                                                  |
| 2017年       | 雜警奇兵           | Eva (第5、6集)                                                                 |
| 2017年       | 誇世代             | 瑤朋友（第3集）、演員（第42集）                                                |
| 2017至2020年 | 愛·回家之開心速遞  | 電視女主播（第66集）、Coco（第129、156集）、Laura（第663集）、Flora（第908集） |
| 2018年       | 翻生武林           | 妓女（第1、15集）                                                              |
| 2018年       | 棟仁的時光         | 葉雅詩                                                                         |
| 2018年       | 逆緣               | 露露                                                                           |
| 2018年       | 宮心計2深宮計      | 紀妙瀅                                                                         |
| 2018年       | 天命               | 貴人                                                                           |
| 2018年       | BB來了             | 何雪盈（Sharon）（第8-19集）                                                   |
| 2018年       | 特技人             | Mia（第24-25集）                                                               |
| 2018年       | 是咁的，法官閣下   | Betty                                                                          |
| 2018年       | 兄弟               | Yumi                                                                           |
| 2019年       | 婚姻合伙人         | 銀行職員（第11集）                                                             |
| 2019年       | 白色強人           | June                                                                           |
| 2019年       | 包青天再起風雲     | 鐵荷花（第2-5集）                                                              |
| 2019年       | 街坊財爺           | 劉鄭美娟（Apple）（第14-15集）                                                 |
| 2019年       | 金宵大廈           | Clare                                                                          |
| 2019年       | 解決師             | Christy                                                                        |
| 2019年       | 牛下女高音         | 美女                                                                           |
| 2020年       | 大醬園             | 阿蘭（第5集）                                                                  |
| 2020年       | 十八年後的終極告白 | 美女（第6集）                                                                  |
| 2020年       | 那些我愛過的人     | 美（第9集）                                                                    |
| 2020年       | 踩過界II           | 主播（第6集）                                                                  |
| 2021年       | 失憶24小時         | 按摩女郎（第22集）                                                             |
| 2021年       | 愛美麗狂想曲       | 阿敏（第30集）                                                                 |
| 2021年       | 逆天奇案           | 方嵐                                                                           |
| 2021年       | 我家無難事         | Elaine                                                                         |
| 2021年       | 星空下的仁醫       | 護士                                                                           |
| 2021年       | 十月初五的月光     | 金素英                                                                         |
| 邵氏兄弟     |                    |                                                                                |
| 2022年       | 飛虎之壯志英雄     | 羅情婦（第9集）                                                                |

## 電影
| 年份   | 片名         | 角色 |
| 2020年 | 家有囍事2020 | 護士 |

## 外部連結
- 文雅新浪微博 （页面存档备份，存于）
- 范文雅的Facebook專頁
- 范文雅在香港影庫上的簡介
- 范文雅的Instagram帳戶